# 阮陳興隆
阮陳興隆（英語：Rocker Nguyen，1993年7月6日—），男，出生於胡志明市，越南創作歌手、演員、模特儿、影像骑师，曾擔任流行音樂頻道YanTV的《Yan Me》、《Yan Break》、《M! Countdown》等多個節目的影像骑师。

## 主要經歷
- 2010年赢得第二季《Apollo English Idol》的一等獎。
- 2011年赢得第六季《Hot VTeen》的一等獎。
- 2018年宣布退出藝術領域。

## 音樂作品
- Em yêu／我的寶貝 (2016年電影單曲)
- Dù chỉ là mộng mơ／哪怕只是一場夢 (2017年電影單曲)
- From me to you／從我到你 (2017年電影EP)

## 影視作品
- Sắc đẹp ngàn cân／千斤美貌 (2017年電影)
- Glee Vietnam／歡樂合唱團 (2017年電視劇)